# Serieåret 1925

## Händelser

### Maj
- 3 maj – Zig et Puce av Alain Saint-Ogan debuterar Dimanche Illustré, veckobilaga i franska dagstidningen l’Excelsior.[1][2]

### Juni
- 1 juni – Ella Cinders av Bill Conselman och Charlie Plumb, författare respektive tecknare, blir dagspresserie, distribuerad av United Feature Syndicate.[3]

### Augusti
- 5 augusti – Little Orphan Annie av Harold Gray debuterar i Chicago Tribune Syndicate.[4]
- 30 augusti – Texas Slim debuterar i Chicago Tribune Syndicate.[5]

### December
- 25 december – Den tredje huvudkaraktären i Zig et Puce, Alfred, debuterar.[6]

## Pristagare
- Pulitzerpriset för "Editorial Cartooning": Rollin Kirby, New York World, för "News from the Outside World"

## Födda
- 12 mars – Harry Harrison (död 2012), amerikansk författare och serieskapare.
- 20 mars – Bill Lignante, amerikansk illustratör och animatör.
- 8 maj – Dino Attanasio, italiensk serietecknare.
- 16 maj – Hannes Hegen (död 2014), tysk serie- och karikatyrtecknare.
- 24 maj – Carmine Infantino (död 2013), amerikansk serietecknare.
- 9 juni – Ingrid Emond (död 2012), svensk översättare, bland annat av Asterix till svenska.
- 11 augusti – Rune Andréasson (död 1999), svensk serietecknare, skapare av Bamse och Pellefant.
- 23 augusti – Alfredo Alcala (död 2000), filippinsk serieskapare.
- 24 oktober – Al Feldstein (död 2014), amerikansk konstnär och serieskapare.
- 28 oktober – Leonard Starr (död 2015), amerikansk serieskapare.
- 12 december – Warren Tufts (död 1982), amerikansk serieskapare.
- 20 december – Bob de Moor (död 1992), belgisk serieskapare.